# 約翰·卡佐爾
約翰・霍兰德・卡佐爾（英語：John Holland Cazale，1935年8月12日—1978年3月12日），美國知名演員。

## 經歷

### 成長
出生於麻薩諸塞州里維爾 。父親是義大利裔美國人，母親是愛爾蘭裔美國人。高中時就讀波士頓高中。大學時在東部名校歐柏林學院及波士頓大學學習劇場表演，並從同校畢業。年輕時與同在《教父1》與《教父2》中演出的艾爾·帕西諾成為好友。

### 演出
在以色列·霍洛维茨的『印第安纳人需要布朗克斯』中與艾爾•帕西諾一起演出。該作品在1967-1968年的外百老匯中得到歐比獎。在霍洛维茨的『Line』中，他的演技被電影製作人Fred Roos看上，Roos因此向法蘭西斯·柯波拉推薦他，讓他因此有了参演电影的機會。
1972年，《教父1》作為電影處女作，他出演弗雷多•柯里昂。電影的票房和評價都大獲好評，讓他與好友艾爾·帕西諾等一些無名演員一舉成為明星演員。1974年4月，他演出柯波拉導演的電影《竊聽奇謀》。同年12月，他又再次演出《教父2》。
1975年，在《黃金萬兩》中，他再次與帕西諾共同演出，自己也因此成功獲得金球獎的提名。
1976年，他在紐約莎士比亞公園上演的舞台劇『一報還一報』中，與梅莉·史翠普一起同台演出 。並讓他因此和史翠普開始交往，史翠普和他的關係直到卡佐爾於1978年過世時都一直持續著。

### 去世
在電影《越戰獵鹿人》（1978年12月上映）製作時，他就被診斷出癌症。得知他身患绝症后，的製作方環球影業以保险费为理由，認為他不應再演出。但在導演麥可·西米諾以及一起演出的勞勃·狄尼洛、梅莉·史翠普等人的努力下，卡佐爾得以继续参与拍摄。電影製作時卡佐爾就已經與史翠普訂婚。
拍攝結束後的1978年3月12日，等不及上映，他就因為骨癌去世。

## 演出作品
| 上映年 | 中文名稱 英文名稱                 | 角色          | 備考            |
| ------ | --------------------------------- | ------------- | --------------- |
| 1972   | 教父 The Godfather                | 弗雷多•柯里昂 |                 |
| 1974   | 竊聽奇謀 The Conversation         | 史丹          |                 |
| 1974   | 教父第二集 The Godfather Part II  | 弗雷多•柯里昂 |                 |
| 1975   | 熱天午後 Dog Day Afternoon        | 薩爾          | 金球獎提名      |
| 1978   | 越戰獵鹿人 The Deer Hunter        | 史丹          |                 |
| 1990   | 教父第三集 The Godfather Part III | 弗雷多•柯里昂 | ※以影片記錄登場 |

## 備考
- 卡佐爾的演出作品，全部出現在IMDB選出的250部最佳電影作品當中，並得到奧斯卡最佳影片獎提名，其中有3部作品得獎。

- 2009年1月，有部追蹤卡佐爾生涯的記錄片電影『走进约翰·卡佐爾（英语：I Knew It Was You）』在日舞影展上映。

## 得獎

### 金球獎
提名1976年 金球獎最佳電影男配角:『熱天午後』

## 備注
1. ↑  Piccalo, Gina, , The Daily Beast, 2010-05-31  [2012-01-22], （原始内容存档于2012-01-18）
2. ↑  Foote, Timothy, "License in the Park," Time, 23 August 1976, page 57
3. ↑  Longworth, Karina. . Phaidon Press. 2013  [2016-04-27]. ISBN 978-0-7148-6669-7. （原始内容存档于2016-05-06）., p. 10.

## 外部連結
- John Cazale在互联网电影资料库（IMDb）上的資料（英文）